# Gumpendorfer Straße (metropolitana di Vienna)
Gumpendorfer Straße è una stazione della linea U6 della metropolitana di Vienna situata nel 2º distretto, al confine con il 15º distretto. 

## Descrizione
La stazione è caratterizzata dai binari curvi, che seguono il percorso del Gürtel, tanto che l'edificio stesso della stazione segue la curvatura della linea. La decorazione Jugendstil delle facciate è opera di Jože Plečnik, allievo e collega di Otto Wagner, come ricordato da una lapide situata nella stazione stessa.
Le strutture si estendono tra Gebrüder-Lang-Gasse e Sechshauser Straße (quest'ultima nel 15º distretto) con accessi dai lati orientale e occidentale attraverso le tipiche porte a battente dipinte di verde, caratteristica delle stazioni progettate da Otto Wagner, con ascensori e scale per accedere al piano delle banchine.
Nei pressi della stazione si trovano la casa Aidshilfe Wien, la casa di Arik Brauer e il Raimundtheater.

## Storia
La stazione fu realizzata come fermata della Gürtellinie della Stadtbahn a vapore sul sito dove sorgeva una delle porte cittadine della vecchia cinta muraria. Nelle prime mappe era indicata col nome di Gumpendorf o Gumpendorfer Linie, prima dell'adozione definitiva del nome attuale. Come le altre stazioni dell'epoca, la struttura fu progettata da Otto Wagner per conto della Commissione per i sistemi di trasporto di Vienna.
La stazione fu completata nel luglio 1896 ed entrò in esercizio il 1º giugno 1898. La stazione fu usata fino al 1918, anno in cui terminò il servizio della Stadtbahn a vapore, e rientrò in funzione nel 1925 come fermata della nuova Stadtbahn elettrificata. Durante i lavori di elettrificazione, poco a nord della stazione fu realizzato un nodo che collegava i binari della Stadtbahn alla rete tranviaria, realizzando così un servizio di tipo misto. Fino al 1938, anno dell'Anschluss da parte della Germania nazista, tram e treni circolavano sulla sinistra; con l'Anschluss, la circolazione dei tram fu spostata sulla destra, ma questo non si applicò alla rete della Stadtbahn, per cui fu necessario realizzare modifiche ai binari del tram per realizzare il cambio di carreggiata, scambio che rimase in uso fino al 19 febbraio 1945.
Durante i lavori di realizzazione della linea U6, tra il 15 aprile 1985 e il 7 ottobre 1989 la stazione fu il capolinea provvisorio delle linee G e GD, usando solo il binario orientale.. Dal 1989 la stazione è entrata a fare parte della linea U6 della metropolitana.
Nel 2006 e nel 2007 l'edificio è stato sottoposto a una ristrutturazione generale, per rendere la stazione accessibile.

## Ingressi
- Äußerer Gürtel
- Innerer Gürtel